# Rize (film)
Rize is een documentaire van modefotograaf en clipregisseur David LaChapelle over de hiphop-dansvorm krumping. Tussen 2002 en 2004 maakte hij in de wijk South Central in Los Angeles, Californië opnames van het adembenemende en acrobatische clown dancing.
Tijdens het regisseren van een videoclip van Christina Aguilera kwam LaChapelle in contact met Tommy the Clown. Deze voormalige drugsdealer probeerde na de rellen in 1992 in South Central de agressie van kansarme kinderen op een positieve manier te gebruiken. Zijn "volgelingen" gingen zichzelf opmaken als clowns en voerden hun gevechten dansend uit in plaats van met geweld.
Op 23 september 2005 werd de documentaire in Paradiso in Amsterdam vertoond. De Nederlandse bioscooppremière was op 13 oktober.